# Typhlodromus maspalomensis
Typhlodromus maspalomensis är en spindeldjursart som beskrevs av Ferragut och Pena-Estevez 2003. Typhlodromus maspalomensis ingår i släktet Typhlodromus och familjen Phytoseiidae. Inga underarter finns listade i Catalogue of Life.